# Mr. President (Satellite One)

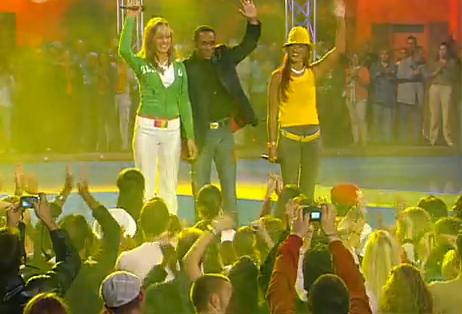
De meest recente opstelling van de Duitse band Mr. President in 2004

Mr. President, tot 1993 bekend als Satellite One, was een groep uit het Duitse Bremen en bestaat oorspronkelijk uit T-Seven, Lady Danii en Rapper Sir Prophet. Hun muziekstijl valt onder de noemer Eurodance.
De band werd in 1991 opgericht, en 2 jaar later werd hun eerste single uitgebracht. De band maakte vele nummers die relatief succesvol waren, voornamelijk in Duitsland, Oostenrijk en Zwitserland. Ze werden pas universeel bekend met het uitbrengen van hun single "Coco Jamboo" in 1996. 

## Singles
| Jaar | Titel                                            | Hitlijstpositie | Hitlijstpositie | Hitlijstpositie | Hitlijstpositie | Hitlijstpositie | Album               |
| Jaar | Titel                                            | GER             | NL              | AT              | UK              | US              | Album               |
| ---- | ------------------------------------------------ | --------------- | --------------- | --------------- | --------------- | --------------- | ------------------- |
| 1993 | MM                                               | -               | -               | -               | -               | -               | -                   |
| 1994 | Up'n'Away                                        | 12 Goud         | -               | 6               | -               | -               | Up'n'Away           |
| 1995 | I'll Follow The Sun                              | 23              | -               | 18              | -               | -               | Up'n'Away           |
| 1995 | 4 On The Floor                                   | 38              | -               | -               | -               | -               | Up'n'Away           |
| 1995 | Gonna Get Along (Without Ya Now)                 | 31              | -               | -               | -               | -               | Up'n'Away           |
| 1996 | Coco Jamboo                                      | 2 Platina       | 2               | 1               | 8               | 21              | We See The Same Sun |
| 1996 | I Give You My Heart                              | 7 Goud          | -               | 12              | -               | -               | We See The Same Sun |
| 1996 | Show Me The Way                                  | 28              | -               | 18              | -               | -               | We See The Same Sun |
| 1997 | JoJo Action                                      | 4 Goud          | -               | 3               | -               | -               | Nightclub           |
| 1997 | Take Me To The Limit                             | 11              | -               | 16              | -               | -               | Nightclub           |
| 1997 | Where Do I Belong (featuring Münchener Freiheit) | 48              | -               | 25              | -               | -               | Nightclub           |
| 1998 | Happy People                                     | 15              | -               | 16              | -               | -               | Nightclub           |
| 1999 | Give A Little Love                               | 13              | -               | 8               | -               | -               | Space Gate          |
| 1999 | Simbaleo                                         | 30              | -               | 40              | -               | -               | Space Gate          |
| 2000 | Up'n'Away 2K                                     | -               | -               | -               | -               | -               | A Kind Of... Best   |
| 2003 | Love, Sex & Sunshine                             | 23              | -               | 35              | -               | -               | Forever & One Day   |
| 2003 | Forever & One Day                                | 51              | -               | 48              | -               | -               | Forever & One Day   |
| 2006 | Sweat (A La La La La Long)                       | -               | -               | -               | -               | -               | Enkel via iTunes    |

## Albums
- 1995: Up’n Away – The Album
- 1996: We See The Same Sun
- 1997: Mr. President (USA only, featured songs from the first two albums)
- 1997: Nightclub
- 1997: Coco Jamboo Christmas (Japan only)
- 1998: Happy People (Japan only)
- 1999: Spacegate
- 2000: A Kind Of… Best! (Best Of)
- 2003: Forever And One Day (Japan only)